# Zdeněk Dvořák
Zdeněk Dvořák (né le 26 avril 1981 à Nové Město na Moravě) est un mathématicien tchèque spécialiste en théorie des graphes.

## Biographie
Dvořák a participé, avec l'équipe nationale tchèque, aux Olympiades internationales de mathématiques de 1999 et, la même année, à l'Olympiade internationale en informatique, où il a remporté une médaille d'or.  Il a obtenu son doctorat en 2007 à l'université Charles de Prague, sous la direction de Jaroslav Nešetřil, avec une thèse intitulée Asymptotical Structure of Combinatorial Objects. Il est resté chercheur à l'université Charles jusqu'en 2010, puis a fait des études postdoctorales au Georgia Institute of Technology (2007-2008) et à l'Université Simon Fraser (2008–2009). Il est retourné ensuite à l'Institut d'informatique (IUUK) de l'université Charles, il a obtenu son habilitation en 2012, et y est maintenant professeur associé. 

## Recherche
Dvořák est l'un des trois lauréats, avec Karim Adiprasito et Robert Morris du prix européen de combinatoire en 2015, « pour ses contributions fondamentales à la théorie des graphes, en particulier pour ses travaux sur les aspects structurels de la théorie des graphes, y compris les solutions au problème de Havel de 1969 et au problème de Heckman-Thomas 14/5 sur les colorations fractionnaires de graphes cubiques sans triangle. ».
Cette laudatio fait référence à deux résultats différents de Dvořák :
- La conjecture de Havel est une version forte du théorème de Grötzsch. Elle affirme qu'il existe une constante d telle que, si un graphe planaire n'a pas deux triangles à distance d, alors il peut être coloré avec trois couleurs. Une preuve de cette conjecture de Havel a été annoncée par Dvořák et ses co-auteurs en 2009[5].
- Christopher Carl Heckman et Robin Thomas ont conjecturé en 2001 que les graphes sans triangle de degré maximum trois ont un nombre chromatique fractionnaire au plus égal à 14/5[6]. Une preuve a été annoncée par Dvořák et ses co-auteurs en 2013 et publiée par eux en 2014[7].